# يوسف أباد (تشناران)
يوسف أباد (بالفارسية: یوسف‌آباد) هي قرية تقع في قسم بيزكي الريفي (مقاطعة تشناران) في إيران. يقدر عدد سكانها بـ 63 نسمة.